# Lars Hutters
Lars Otto Hutters (født 26. april 1942 i Skuldelev, død 26. juni 2019) var en dansk læge med speciale i geriatri, venstrefløjsaktivist og politiker. Han var afdelingslæge og fællestillidsmand på Frederiksberg Hospital.
Hutters var i slutningen af 1960'erne trotskist, leder af De Danske Rødgardister og leder af den selvstændige gruppe De Studerendes Vietnam Aktion, som holdt til på Københavns Universitet, og blev overvåget af PET, hvilket han selv var klar over. Han var også med til Verdensbankdemonstrationen i 1970.
Hutters var med i en aktionskomité (Aktionskomiteen af 7. maj 1969), der i 1969 efter gadekampene ved Saga-biografen på Vesterbro udsendte følgende erklæring:
| Citat | Da revolutionære har ret og pligt til at demonstrere, må vi lære at forsvare os mod overfald, det har vi lært. Næste gang tager vi våben med, og de vil blive brugt til at forsvare os mod samlede angreb både fra politiets og englenes side. Vi er ikke pacifister. Hvis det er nødvendigt at bruge vold, så bruger vi vold. | Citat |
|       | |       |

De øvrige underskrivere var Jan Michaelsen, leder i den trotskitiske organisation Revolutionær Aktion (senere journalist ved Land og Folk, Ekstra Bladet m.v. og kommunalbestyrelsesmedlem for VS), Finn Ejnar Madsen, maoist og fhv. trotskist og så tilknyttet Kommunistisk Ungdoms Forbund og leder af De Danske Rødgardister samt Gert Rasmussen fra Kommunistisk Ungdoms Forbund (KUF) og Kommunistisk Arbejdskreds (KAK).
Fra 1982 til 1993 sad han i Københavns Borgerrepræsentation, hvor han indtil 18. januar 1990 repræsenterede Venstresocialisterne, dernæst "Byens Oprør" og fra 23. september 1993 Solidarisk Alternativ. 1998-2001 sad han atter i Borgerrepræsentationen for Solidarisk Alternativ.
Hutters var modstander af lukningen af Kommunehospitalet, og efter valget i 1997 brød han en politisk alliance med den øvrige venstrefløj for at samle mandater til at bevare hospitalet. Hans handlemåde skaffede en borgmesterpost til den radikale Inger Marie Bruun-Vierø.
Hospitalet blev alligevel lukket i 1999.
Lars Hutters fik en ærespris i 2001 af Københavns Lægeforening som tak for sin mangeårige indsats.
Fra oprettelsen af regionerne i 2007 og indtil 2010 sad Hutters i formandskabet for Yngre Læger i Hovedstaden. Han stoppede som læge i 2011, men var stadig aktiv på andre områder.
Privat var Lars Hutters gift med Inger. Han efterlader sig tre børn og flere børnebørn.